# Гуадалупе (Антьокия)
Гуадалупе (исп. Guadalupe) — город и муниципалитет на севере Колумбии, на территории департамента Антьокия. Входит в состав субрегиона Северная Антьокия.

## История
До прихода испанцев территорию муниципалитета населяли представители индейского племени es:Nutabes.
Поселение, из которого позднее вырос город, было основано в 1757 году. Муниципалитет Гуадалупе был выделен в отдельную административную единицу в 1964 году.

## Географическое положение

Муниципалитет Гуадалупе

Город расположен в восточной части департамента, в гористой местности Центральной Кордильеры, на расстоянии приблизительно 66 километров к северо-востоку от Медельина, административного центра департамента. Абсолютная высота — 1770 метров над уровнем моря.

Муниципалитет Гуадалупе граничит на севере с муниципалитетами Анори и Кампаменто, на западе — с муниципалитетом Ангостура, на юге — с муниципалитетом Каролина-дель-Принсипе, на юго-востоке — с муниципалитетом Гомес-Плата, на востоке — с муниципалитетом Амальфи. Площадь муниципалитета составляет 87 км².

## Население
По данным Национального административного департамента статистики Колумбии, совокупная численность населения города и муниципалитета в 2012 году составляла 6281 человека.
Динамика численности населения муниципалитета по годам:
| 2005 | 2006 | 2007 | 2008 | 2009 | 2010 | 2011 | 2012 |
| ---- | ---- | ---- | ---- | ---- | ---- | ---- | ---- |
| 6231 | 6238 | 6246 | 6253 | 6260 | 6267 | 6274 | 6281 |

Согласно данным переписи 2005 года мужчины составляли 51,2 % от населения Гуадалупе, женщины — соответственно 48,8 %. В расовом отношении белые и метисы составляли 99,9 % от населения города; негры, мулаты и райсальцы — 0,1 %.
Уровень грамотности среди всего населения составлял 77,7 %.

## Экономика
Основу экономики Гуадалупе составляют сельскохозяйственное производство, гидроэнергетика, заготовка древесины и добыча золота.

52,1 % от общего числа городских и муниципальных предприятий составляют предприятия торговой сферы, 31,4 % — предприятия сферы обслуживания, 15,7 % — промышленные предприятия, 0,8 % — предприятия иных отраслей экономики.